# أولاد أحمد (المشرك)
أولاد أحمد هي إحدى مشيخات المملكة المغربية، تتبع جغرافيا لإقليم سيدي بنور وإداريًا لالمشرك. يقدر عدد سكانها بـ 26262 نسمة حسب الإحصاء الرسمي للسكان والسكنى لسنة 2004.